# 掌叶石蚕属
掌叶石蚕属（学名：Rubiteucris）是唇形科下的一个属，为直立草本植物。该属有掌叶石蚕、腺毛莸两种，分布于中国西藏、云南、贵州、四川、甘肃、陕西、湖北以及锡金、台湾等地。